# 丁若鍾
丁若鍾（：／ Jeong Yak-jong，1760年—1801年4月8日），洗禮名奧斯定（Augustine），是朝鮮王朝時期的一位士族、天主教徒。本貫罗州丁氏。他是丁若鏞、丁若銓、丁若鉉的兄弟。他與柳召史育有一子丁夏祥和一女丁情惠，夫妻二人及子女都是天主教徒。
他與權日身、李德祖等人積極實踐天主教信仰，試圖打破舊習及階級制度，暗中傳播天主教。1787年，丁若鍾擔任傳教的秘密組織明道會的會長。1795年，他與李承薰一起在清朝籍神父周文謨那裏接受了洗禮，正式皈依天主教。著有《主教要旨》一書。
丁若鍾在1801年的辛酉迫害中被捕。他拒絕放棄信仰，在漢城被斬首殉教。
2014年8月16日，丁若鍾被教宗方濟各列為真福品。

## 影視

### 電影
| 片名         | 演員   | 備註 |
| 《茲山魚譜》 | 崔元英 |      |